# Semipallium aktinos
Semipallium aktinos is een tweekleppigensoort uit de familie van de Pectinidae. De wetenschappelijke naam van de soort is voor het eerst geldig gepubliceerd in 1886 door Petterd.